# Robinson Crusoe (película de 1997)
Robinson Crusoe es una película estadounidense de 1997, del género de cine de aventuras, dirigida por Rod Hardy y George T. Miller, y protagonizada por Pierce Brosnan. Adaptación de la novela homónima de Daniel Defoe

## Sinopsis
El inglés Robinson Crusoe, único superviviente de un naufragio, llega a una isla desierta, donde tendrá que enfrentarse con la naturaleza y la soledad, y también con una tribu de caníbales, a quienes arrebata a una sus víctimas al que nombra como Viernes. El nativo pertenece a una tribu de la que ha sido expulsado, por lo que decide quedarse a vivir con Crusoe.

## Reparto
- Pierce Brosnan - Robinson Crusoe
- William Takaku - Viernes
- Polly Walker - Mary McGregor
- Ian Hart - Daniel Defoe
- James Frain - Robert, Editor de Defoe
- Damian Lewis - Patrick Connor
- Ben Robertson - James, Hermano de Patrick
- Martin Grace - Capitán Braga
- Sean Brosnan - Mozo de camarote
- Lysette Anthony - Mrs. Crusoe
- Tim McMulian - Segundo de Crusoe
- Mal Tobias - Segundo de Patrick Connor
- Jim Clark - Capitán de barco esclavo